# NTT Docomo
NTT Docomo, Inc. (株式会社NTTドコモ, Kabushiki-gaisha NTT Dokomo, TSE : 9437, NYSE : DCM) est l'opérateur de réseau mobile numéro un du marché au Japon (36,1 % en décembre 2022).

## Histoire
Officiellement le nom provient de Nippon Telecom and Telegraph (NTT, holding auquel l'entreprise appartient) et de l'abréviation de la phrase Do Communications Over the Mobile Network, mais cette deuxième partie signifie également « partout » en japonais.
Le groupe, sous le nom de NTT Mobile, a effectué le 23 octobre 1998 une introduction en bourse de 18,4 milliards de dollars américains, l'une des plus grandes introductions en bourse de l'histoire. Il a fallu attendre 2006 pour qu'une entreprise chinoise, Banque industrielle et commerciale de Chine, dépasse une telle somme.
Il commercialise des services de téléphonie mobile en PDC (2G) (« mova »), en i-mode, en W-CDMA, HSDPA (3G et 3G+) (« Foma » au Japon) et 4G LTE. Il a mis fin à ses services de PHS (Personal Handy-phone System) en janvier 2008.
En septembre 2020, NTT acquiert 34 % qu'il ne détient pas dans l'unité Docomo, sa filiale mobile, pour 34,5 milliards d'euros en septembre 2020, possédant ainsi 100 % de la filiale.
NTT DOCOMO a 9 succursales géographiquement reparties :
- NTT DoCoMo Hokkaido (Hokkaido)
- NTT DoCoMo Tohoku (Aomori, Iwate, Miyagi, Akita, Yamagata, Fukushima)
- NTT DoCoMo appelé également NTT DoCoMo Chūō(=centre) (Ibaraki, Tochigi, Gunma, Saitama, Chiba, Tokyo, Kanagawa, Niigata, Yamanashi, Nagano)
- NTT DoCoMo Hokuriku (Toyama, Ishikawa, Fukui)
- NTT DoCoMo Tokai (Gifu, Shizuoka, Aichi, Mie)
- NTT DoCoMo Kansai (Shiga, Kyoto, Kagawa, Ehime, Kochi)
- NTT DoCoMo Chugoku (Tokushima, Shimane, Okayama, Hiroshima, Yamaguchi)
- NTT DoCoMo Shikoku (Tottori, Shimane, Okayama, Hiroshima, Yamaguchi)
- NTT DoCoMo Kyushu (Fukuoka, Saga, Nagasaki, Kumamoto, Oita, Miyazaki, Kagoshima, Okinawa)

NTT DoCoMo est, entre autres, à l'origine des technologies i-mode et DoCoMo Java.